# 元荣 (羽林监)
元荣，字瓫生，北魏宗室。他是魏道武帝的玄孙，河南王拓跋曜的曾孙，武昌王拓跋提的孙子，陈留景王拓跋平原的第三子。
他的大哥元和和二哥元鉴推让武昌王的爵位。魏孝文帝时元荣为直寝，从驾孝文帝征伐南齐的新野。官至羽林监，在官任上去世。

## 兄弟姐妹
- 兄：元和，北魏辅国将军、东郡太守、武昌王
- 兄：元鉴，北魏征虏将军、徐州刺史、武昌悼王
- 弟：元亮，北魏威远将军、羽林监
- 弟：元馗，北魏安西将军、北华州刺史、北华州都督
- 姐妹：元氏，嫁北魏伏波将军、参太尉高阳王府事杨舒[1][2][3]
- 姐妹：元氏，嫁給常季賢之兄[4]